# Sinan Pascha (Admiral)
Sinan Pascha (türkisch: Kaptan-ı Derya Sinan Paşa; mit vollem Namen Sinanüddin Yusuf Paşa; † 21. Dezember 1553 in Konstantinopel) war, als Vorgänger von Piyale Pascha, Großadmiral (Kaptan-ı Derya) der osmanischen Marine von 1550 bis Ende 1553, während der Regierungszeit von Sultan Süleyman dem Prächtigen. Er war ein Bruder von Großwesir Rüstem Pascha, der wiederum mit einer Tochter Süleymans, Mihrimah Sultan, verheiratet war.
Sinan Pascha kollaborierte wiederholt mit dem berühmten Korsaren und Admiral Turgut Reis bei osmanischen Angriffen auf die italienischen und nordafrikanischen Küsten des Mittelmeers. Da er, im Gegensatz zu Turgut Reis, kein eigentlicher Marineexperte war, war er bei den Admiralen und Kapitänen der Flotte weit weniger beliebt als Turgut, und das führte mehrfach zu Konflikten zwischen den beiden. Nach der osmanischen Eroberung von Tripolis 1551, zum Beispiel, ließ die gesamte osmanische Flotte Sinan Pascha an Land zurück, folgte Turgut Reis in das Tyrrhenische Meer, und erklärte, dass sie nur Turgut als Befehlshaber akzeptiere. Sie kehrte erst zurück, nachdem Turgut Reis, der dies zu Recht als Meuterei und Verrat betrachtete, dies befahl. Sultan Süleyman, der über diesen Vorfall sehr erzürnt war, gleichwohl Turguts Fähigkeiten und Loyalität sehr schätzte, befahl Sinan Pascha “zu tun, was immer Turgut Reis empfiehlt”.
Über Sinan Paschas Charakter gibt es widersprüchliche zeitgenössische Aussagen. Der osmanische Historiker Ibrâhîm Peçevî schrieb, dass Sinan Pascha ein hochfahrender Megalomane war, der nicht auf die Meinungen und Ratschläge anderer hörte, und dass er einen kalten Blick hatte. Anderseits schrieb ein spanischer Chronist, dass Sinan Pascha ein Mann mit tapferem Herzen und freundlichen Wesen gewesen sei.
Sinan Pascha starb am 21. Dezember 1553 in seinem Palast in Konstantinopel und wurde im Garten der von Mimar Sinan errichteten Mihrimah Sultan Moschee in Üsküdar beigesetzt.